# فهرست نویسندگان و شاعران بلژیکی
در زیر فهرست نویسندگان و شاعران اهل بلژیک آورده شده‌است.

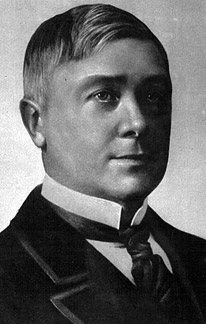
موریس مترلینک

- شارل دو کوسته (۱۸۷۹-۱۸۲۷) نویسنده و روزنامه‌نگار
- ویکتور چوین (۱۹۱۳-۱۸۴۴) خاورشناس
- امیل وراران (۱۹۱۶-۱۸۵۵) شاعر و نمایش‌نامه‌نویس
- ژرژ رودنباخ (۱۸۹۸-۱۸۵۵) شاعر، رمان‌نویس و نمایش‌نامه‌نویس
- نیل دوف (۱۹۴۲-۱۸۵۸) رمان‌نویس
- فرانس کومون (۱۹۴۷-۱۸۶۰) باستان شناس، مورخ، واژه‌شناس و محقق کتیبه شناس
- موریس مترلینک (۱۹۴۹-۱۸۶۲) نویسنده، شاعر و فیلسوف
- الکساندرا داوید-نئل (۱۹۶۹-۱۸۶۸) ماجراجو و نویسنده
- فرنان کروملنک (۱۹۷۰-۱۸۸۵) نویسنده، بازیگر و کارگردان
- میشل دو گلدرود (۱۹۶۲-۱۸۹۸) نویسنده و شاعر، قصه‌گوی
- روبر گوفن (۱۹۸۴-۱۸۹۸) نویسنده و شاعر
- هانری میشو (۱۹۸۴-۱۸۹۹) شاعر، نویسنده و نقاش

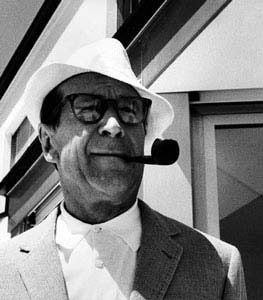
ژرژ سیمنون

- آنری بوشو (زاده ۱۹۱۳) شاعر، رمان‌نویس، دراماتورژ و روان‌شناس
- شارل لکوک (۱۹۲۲-۱۹۰۱) شاعر
- سوزان لیلار (۱۹۹۲-۱۹۰۱) رمان‌نویس، نمایش‌نامه‌نویس و مقاله‌نویس
- ژرژ سیمنون (۱۹۸۹-۱۹۰۳) رمان‌نویس
- ایرن آموار (۱۹۹۴-۱۹۰۶) شاعر و رمان‌نویس
- مارگریت یورسنار (۱۹۸۷-۱۹۰۳) رمان‌نویس و نمایشنامه‌نویس، شاعر و پژوهشگر
- هرژه (۱۹۸۳-۱۹۰۷ نویسنده و کارتونیست
- ژان دوستا (۱۹۹۳-۱۹۰۹) نویسنده و مورخ
- آنری بوشو (زاده ۱۹۱۳) شاعر، رمان‌نویس، دراماتورژ و روان‌شناس
- خولیو کورتاسار (۱۹۸۴-۱۹۱۴) شاعر، نویسنده، فرهنگ‌نویس، روزنامه‌نگار و مترجم
- بئاتریکس بک (۲۰۰۸-۱۹۱۴) نویسنده
- روژه فولون (۲۰۰۸-۱۹۲۳) نویسنده
- فردریک کیزل (۲۰۰۷-۱۹۲۳) نویسنده، مقاله‌نویس و منتقد ادبی
- ژاک برل (۱۹۷۸-۱۹۲۹) خواننده، نویسنده و بازیگر و کارگردان
- فرانسواز ماله-ژوریس (زاده ۱۹۳۰) رمان‌نویس
- سیمون له (۲۰۱۴-۱۹۳۵)
- پیر مرتن (زاده ۱۹۳۹) نویسنده و منتقد ادبی
- گی گوفت (زاده ۱۹۴۷) شاعر و نویسنده
- آملی نوتومب (زاده ۱۹۶۷) نویسنده
- ژان فرانسوا دووان (زاده ۱۹۷۸) نویسنده
- گرگوار پوله (زاده ۱۹۷۸) نویسنده